# Tellervo ino
Tellervo ino är en fjärilsart som beskrevs av Butler 1871. Tellervo ino ingår i släktet Tellervo och familjen praktfjärilar. Inga underarter finns listade i Catalogue of Life.